# ایستگاه ملی تحقیقات گل و گیاهان زینتی
ایستگاه ملی تحقیقات گل و گیاهان زینتی یکی از ایستگاه‌های تحقیقاتی تابع مرکز تحقیقات کشاورزی استان مرکزی است که هدف آن هدایت تحقیقات در زمینه گل‌ها و گیاهان را به لحاظ فنی در سطح کشور می‌باشد. این ایستگاه در سال ۱۳۷۵ در شهر محلات ایجاد گردید.

## تاریخچه
ایستگاه در چارچوب سیاست‌های دولت جمهوری اسلامی ایران و سازمان تحقیقات و آموزش کشاورزی با هدف توسعه صادرات غیرنفتی در سال ۱۳۷۵ با واگذاری یک قطعه زمین اوقافی ۹ هکتاری و ساخت یک واحد ساختمان اداری به مساحت ۱۸۴ متر مربع توسط شرکت تعاونی گل و گیاه محلات احداث گردید. از سال ۱۳۷۹ بر اساس سیاست‌های سازمان تحقیقات، آموزش و ترویج کشاورزی وزارت جهاد کشاورزی، با تشکیل کمیته علمی- فنی تحقیقات گل و گیاهان زینتی کشور در محلات، هدایت فنی و علمی و پشتیبانی مالی تحقیقات گل کشور در ۷ سایت، لاهیجان، تنکابن، ورامین، کرج، جیرفت، دزفول و اصفهان به مرکزیت محلات محول گردید.

## اخذ مجوز از وزارت علوم
پژوهشکده ملی گل و گیاهان زینتی در تاریخ ۹۴/۱۲/۱۵ به‌طور رسمی از طرف شورای گسترش وزارت علوم بعنوان پژوهشکده تأیید گردید و مجوز برگزاری دوره‌های آموزشی بلند مدت مقطع دار در مقاطع کارشناسی ارشد و دکتری را از وزارت علوم کسب کرد؛ مجله علمی ترویجی گل و گیاهان زینتی ایران توسط این پژوهشکده و به مدیر مسئولی پژمان آزادی و سردبیری مریم جعفر خانی کرمانی با هدف اطلاع‌رسانی پیشرفتها و گسترش علوم مربوطه منتشر می‌شود.

## اهداف و برنامه‌ها
هدف اصلی این ایستگاه بررسی‌های علمی در زمینه حل موانع علمی – فنی مرتبط با توسعه کمی و کیفی تولید گل و گیاهان زینتی کشور است که پس از انجام مراحل تحقیق، نتایج علمی و فنی مربوطه را از طریق ارائه گزارش‌های نهایی، مقالات، نشریه‌های فنی و ترویجی یا با برگزاری سخنرانی انتقال یافته‌های تحقیقاتی، مزارع تحقیقی – ترویجی یا برپایی دوره‌های آموزشی با همکاری بخش آموزش در اختیار بهره برداران قرار می‌دهد. از جمله برنامه‌های آتی مرکز تبدیل ایستگاه ملی به پژوهشکده کشوری تحقیقات گل و گیاه‌است.

### برگزاری کنگره بین‌المللی و کنگره ملی گل و گیاهان زینتی ایران
برگزاری کنگره بین‌المللی و کنگره ملی گل و گیاهان زینتی ایران از جمله فعالیت‌های این پژوهشکده می‌باشد که دبیران علمی این کنفرانس پژمان آزادی و مریم جعفرخانی کرمانی هستند و دبیران اجرایی کنفرانس بین‌المللی گل و گیاهان زینتی ایران محمدرضا شفیعی و امیر عربی می‌باشند.

### برگزاری سمپوزیوم بین‌المللی گل و گیاه ایران
برگزاری «سمپوزیوم بین‌المللی گل و گیاه ایران» از جملهٔ فعالیت‌های مشترک انجمن گل و گیاهان زینتی ایران و ایستگاه ملی تحقیقات گل و گیاهان زینتی می‌باشد، که اولین سمپوزیوم بین‌المللی گل و گیاهان زینتی بومی، در رامسر و در سال ۱۳۹۶ برگزار شد.

## بخش‌ها و واحدها
مرکز ملی تحقیقات گل و گیاهان زینتی محلات دارای ۵ بخش اصلی و ۳ واحد بوده که در حال حاضر ۴ بخش نخست آن فعال می‌باشد:
- بخش اصلاح، تکثر و پرورش
- بخش تغذیه و آبیاری
- بخش گیاه پزشکی
- بخش بیوتکنولوژی
- بخش اقتصاد و بازاریابی
- واحد عرضه، نگهداری و محیط‌های تولید
- واحد بانک ژن گیاهان زینتی و انتقال یافته‌ها
- واحد کنترل تأسیسات گلخانه‌ای